# دایهاتسو کونسورت
دایهاتسو کونسورت (Daihatsu Consorte) خودرویی است که در سال‌های ۱۹۶۹ تا ۱۹۷۷تولید شده‌است. طراحی آن خودروهای موتور جلو-محور عقب بوده طول آن در حالت طبیعی ۳٬۶۴۵ میلیمتر (۱۴۳٫۵ اینچ) و  عرض آن در حالت طبیعی ۱٬۴۵۰ میلیمتر (۵۷٫۱ اینچ) و  ارتفاع آن در حالت طبیعی ۱٬۳۸۰ میلیمتر (۵۴٫۳ اینچ)  است. سیستم جعبه‌دندهٔ آن ۴ دنده به صورت دستی است.